# Daniel Kozelinski Netto
Daniel Kozelinski Netto (Colônia Paraíso, Bom Sucesso do Sul, 18 de fevereiro de 1952) é um bispo brasileiro e atual eparca de Santa María del Patrocinio em Buenos Aires.

## Biografia
Kozelinski Netto cursou Filosofia e Teologia em Curitiba. Também é formado em Pastoral Juvenil e Catequética pela Pontifícia Universidade Salesiana de Roma. Foi ordenado diácono em 21 de novembro de 1979, através de Dom Efraím Basílio Krevey, OSBM, que também o ordenou ao sacerdócio em 10 de fevereiro de 1980.
Em seu ministério, foi coadjutor na paróquia da catedral da Eparquia São João Batista; pároco da paróquia São José, em Dorizon, e formador no Seminário Menor da Eparquia; pároco da paróquia Sagrado Coração de Jesus e reitor do Seminário Menor da Eparquia; reitor do Seminário Maior São Josafat; pároco da catedral São João Batista, em Curitiba; pároco da paróquia São José, em Cantagalo (Paraná).
Em 20 de junho de 2007 foi nomeado como bispo-auxiliar de São João Batista em Curitiba dos Ucranianos, com a sé titular de Eminentiana. Recebeu a ordenação episcopal em 16 de setembro de 2007, através do Arcebispo Lawrence Daniel Huculak, OSBM, da Arqueparquia Católica Ucraniana de Winnipeg. Os principais co-consagradores foram Dom Volodêmer Koubetch, OSBM, eparca de São João Batista em Curitiba dos Ucranianos, e Efraím Basílio Krevey, OSBM, eparca-emérito de São João Batista em Curitiba dos Ucranianos.
Em 22 de junho de 2011, Dom Daniel foi nomeado como Administrador apostólico de Santa María del Patrocinio em Buenos Aires, sendo instalado em 2 de outubro de 2011. Em 23 de janeiro de 2013, o Papa Bento XVI também o nomeou Visitador apostólico para os fiéis ucranianos de rito bizantino no Uruguai, Paraguai, Chile e Venezuela]].
Mons. Kozlinski Netto obteve a cidadania argentina em 11 de agosto de 2016. Em 8 de outubro de 2016, foi nomeado pelo Papa Francisco como bispo (eparca) de Santa María del Patrocinio em Buenos Aires, tomando posse dias depois, em 20 de novembro. Na Conferência Episcopal Argentina, é membro da Comissão das Igrejas Orientais.